# Поплавок

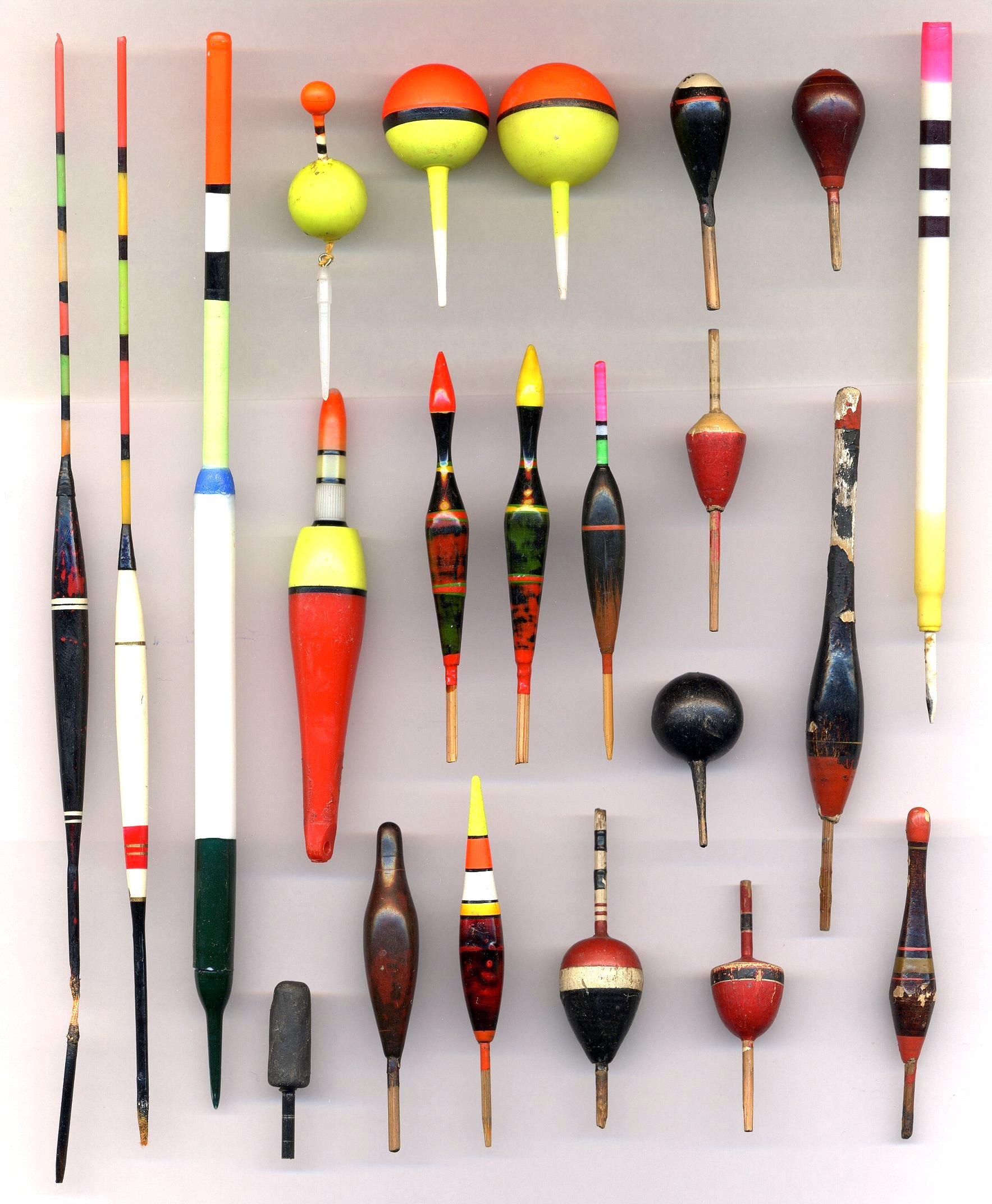
Поплавки

Поплаво́к або поплаве́ць — рибальське пристосування на волосіні поплавкової вудки.

## Конструкція

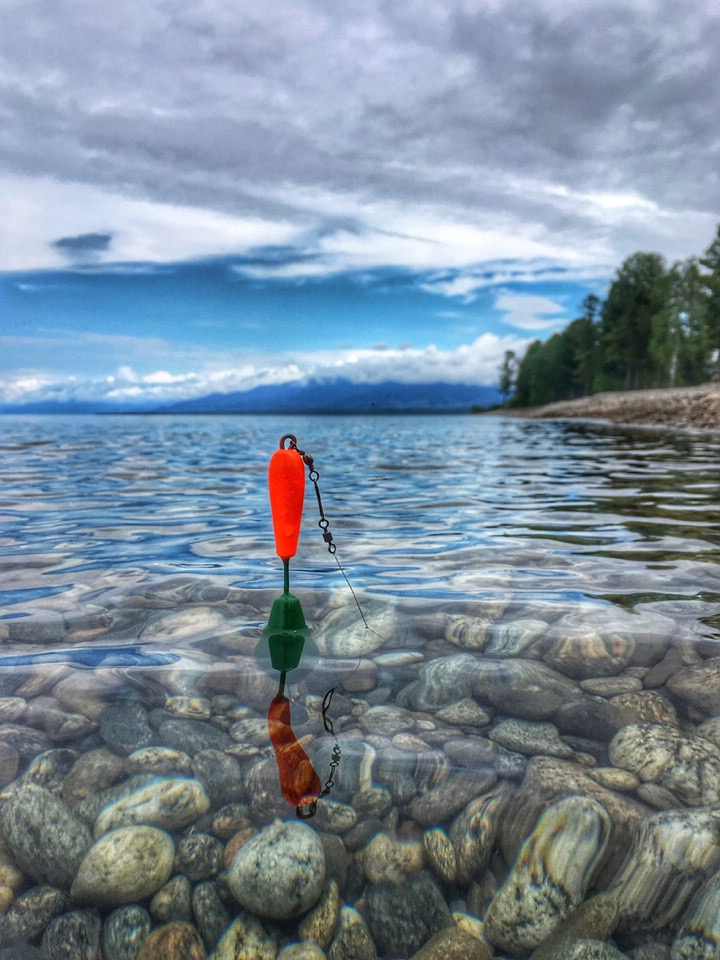
Поплавок вудки. Озеро Байкал. Східний Сибір

У поплавка можна виділити три частини: надводну, підводну та лінію, що їх розділяє, утворену поверхнею води — ватерлінію. Надводна частина служить для помітності поплавка на воді. Підводна частина складається з частини тіла поплавка, що знаходиться під водою, і кіля. Обсяг підводної частини тіла поплавця визначає його вантажопідйомність. Кіль збільшує стабільність вертикального положення поплавця при хвилюванні, вітрі і течії. Частина поплавка близько ватерлінії визначає його чутливість.
Закріплені на дні поплавці, що вказують на місцезнаходження рибальського знаряддя, ще називають поплавищами.

## Функції
Поплавок виконує дві функції: перша — утримує гачок з рибальською насадкою на потрібній глибині, друга — сигналізує про клювання. Також він бере участь в закиданні оснащення, утримує грузило, гачок і насадку в потрібному шарі води, дає можливість здійснювати проводку насадки або її «гру» у водоймах.